# MS Oasis of the Seas

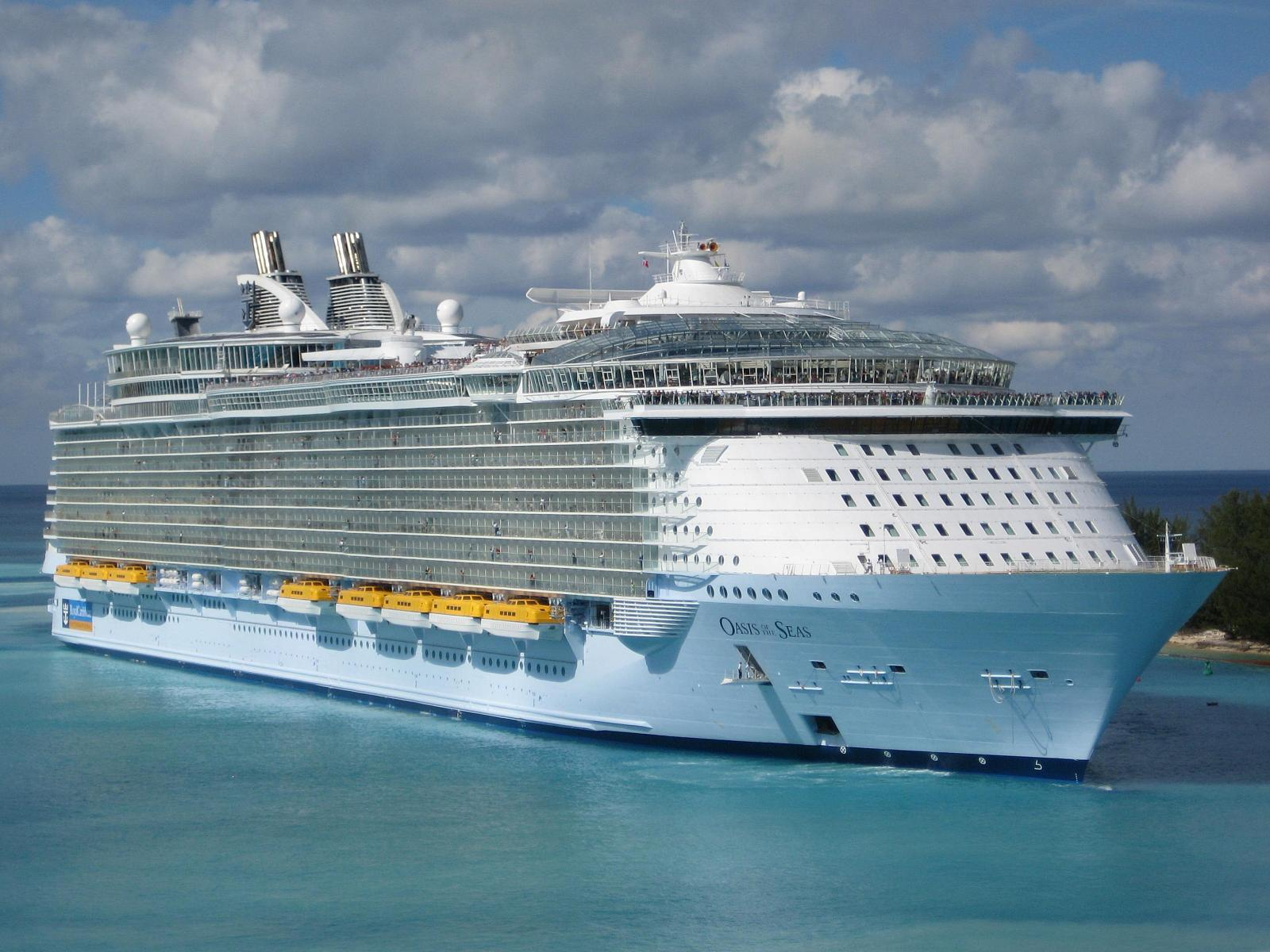
Nava în Nassau, Bahamas, în ianuarie 2010;

Oasis of the Seas este una dintre cele mai mari ambarcațiuni nautice, fiind considerată, printre altele, un oraș plutitor. Printre alte facilități se numără cinematograful, teatrul, restaurantele, piscinele, etc.
Aceasta cântărește nu mai mult de 225 000 de tone, având cam 365 metri lungime și 60,5 metri în lățime; ambarcațiunea poate fi considerată un hotel gigant, un sejur de o săptămână costând peste 30 000 de euro, iar o croazieră în jur de 4 000 de euro.